# Ohta
Ohta (auch Octa, Ochta oder Ocga), gilt als ein früher König des angelsächsischen Königreiches Kent aus der Dynastie der Oiscingas.

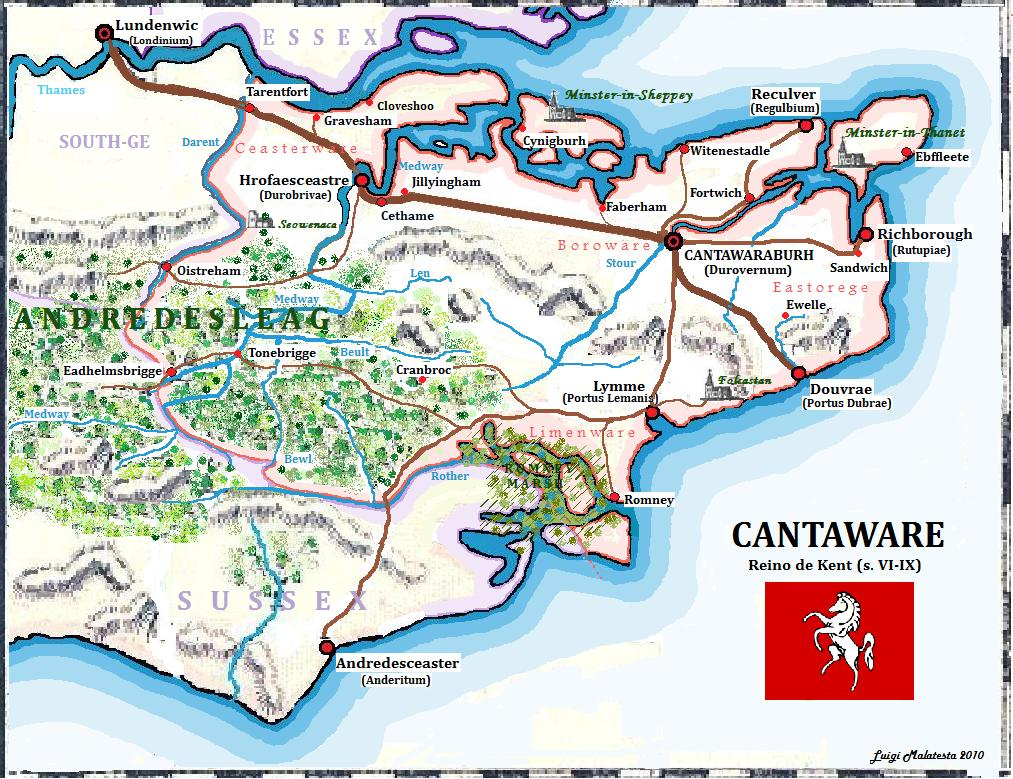
Kent in angelsächsischer Zeit

## Leben und Legende
Angesichts fehlender zeitgenössischer Quellen ist über Ohta kaum mehr als sein Name bekannt. Ohta soll etwa in den Jahren 512 bis um 522 oder 539 regiert haben. Die späteren Quellen zu Ohta sind widersprüchlich: Beda Venerabilis schrieb um 730, dass er ein Sohn des Oeric und der Vater des Eormenric sei. Um 800 beschrieb ihn Nennius hingegen als Sohn des Hengest und Vater des Ossa (=Oisc/Oeric).
Ohta und sein Vetter Ebusa sollen auf Geheiß Hengests und Vortigerns mit 40 Schiffen nach Norden gefahren sein und weite Gebiete Schottlands und der Orkneyinseln gebrandschatzt und erobert haben. Geoffrey von Monmouth schmückte diese Sage im 12. Jahrhundert weiter aus. In Geoffreys Darstellung fiel Ohta in einer Schlacht gegen Uther Pendragon und wurde dadurch mit der Artussage verknüpft. Zumindest in Hinblick auf seine Taten, ist Ohta jedoch als mythisch einzustufen. Die geschichtliche Zeit Kents beginnt mit Eormenric.